# Sông Lô (xã)
Sông Lô là một xã thuần nông cận đô thị nằm phía Đông Nam thành phố Việt Trì, tỉnh Phú Thọ, Việt Nam.

## Địa lý
Phía Đông giáp Sông Lô
Phía Tây giáp phường Thanh Miếu
Phía Nam giáp phường Bến Gót
Phía Bắc giáp xã Trưng Vương.
Xã có địa hình bằng phẳng, đất đai phì nhiêu, dân cư được phân bố tập trung.
Xã Sông Lô có diện tích 5,36 km², dân số thường trú năm 2015 là 5.023 người, mật độ dân số đạt 937 người/km².